# Lika
Lika je povijesna pokrajina na jugozapadu središnjeg dijela Hrvatske, površine od oko 5000 km2. Najveći grad je Gospić. Stanovnici se zovu Ličani.

## Ime
Prema legendi, živjele su dvije sestre. Kad im je otac umro ostavi im u naslijeđe zemlje koje mi danas zovemo Likom i Krbavom. Bolesna sestra je putovala posvuda tražeći lijek svojoj bolesti. Tako dođe do Ribnika, sela u blizini današnjeg Gospića, ožedni i napije se vode, pa joj zdravlje krene na bolje. Vidi da joj voda čini dobro i da je lijek ili po štokavskoj ikavici "lik" za njenu bolest. Ljekovitu vodu prozva lika, a po vodi cijela zemlja koju je naslijedila dobi ime Lika.
Po drugom tumačenju, naziv dolazi od grčke riječi "likos", što znači vuk.
Drugi tvrde da je ime Like vezano za antička vremena i da je nastalo od latinske riječi "lacus" što znači jezero.

## Zemljopisni položaj
Lika je gorska regija ili visoravan, okružena gorskim lancima; Velebit na jugu, Velika Kapela na zapadu, Mala Kapela na sjeveru te Lička Plješivica na istoku. Sjeverna granica prilično je neodređena jer Ogulinsko-plaščanska udolina čini prijelazni prostor između Like i Gorskog kotara. Cijelo područje može se okarakterizirati kao planinska zaravan raščlanjena manjim planinskim lancima u više cjelina (Gacka, Ličko polje ili Lika, Krbava (regija) i Ličko Pounje). Ima veliko strateško i prometno značenje jer čini spojnicu kontinentalnog i primorskog dijela Hrvatske, stoga se Lika još naziva i "Kralježnica Hrvatske". Kroz Liku prolazi državna cesta Zagreb – Split, s izlazom preko Maslenice na Zadar, autocesta Zagreb – Zadar – Split – Ploče, te željeznička pruga Zagreb – Knin – Zadar/Split. Kroz Liku protječu hrvatske ponornice, rijeka Gacka, rijeka Lika, rijeka Otuča, rijeka Krbava, rijeka Korenica (rijeka), rijeka Bogdanica, Jadova, Novčica, Krka, Krbavica, Dretulja, Bijela rijeka, Crna rijeka, Matica te u Lici još izvire rijeka Una koja protječe njezinim istočnim dijelom samo u gornjem toku. 

## Uprava
Najveći dio Like nalazi se u sastavu Ličko-senjske županije, najrjeđe naseljene i gospodarski najnerazvijenije hrvatske županije. Administrativno, Lika je podijeljena na dva grada (Gospić i Otočac) i sedam općina (Brinje, Donji Lapac, Lovinac, Perušić, Plitvička jezera, Udbina i Vrhovine). Manji dijelovi ličkog prostora pripadaju drugim županijama: na sjeveru su općine (Saborsko, Plaški i Josipdol), u Karlovačkoj županiji, a na jugu Gračac u Zadarskoj županiji.
Za županijsku upravu Ličko-senjske županije, pogledajte županijska uprava Ličko-senjske županije.
Za gradsku upravu Gračaca, pogledajte gradska uprava Gračaca.

## Stanovništvo
Lika je tijekom čitavog XX. stoljeća bila izložena depopulaciji uzrokovanoj različitim čimbenicima – agrarnom prenaseljenošću, zatim Prvim i Drugim svjetskim ratom, potom iseljavanjem stanovništva u razvijenija područja i na koncu velikosrpskom agresijom 1991. – 1995. koja je rezultirala Domovinskim ratom. Posljedica svega toga je da danas na području Like živi svega oko 50.000 stanovnika, dok je prije samo 80 godina taj broj iznosio približno 200.000 stanovnika.
Na popisu stanovništva iz 2011. godine Hrvati čine apsolutnu većinu stanovništva Like odn. Ličko-senjske županije s 84,2 % te su većina u gotovo svim općinama osim općine Donji Lapac i Vrhovine. Srbi čine manjinu u općinama Gračac, Plitvička Jezera i Udbina dok ih na području Gospića, Otočca, Perušića, Lovinca i Brinja gotovo i nema.
Danas Hrvati čine 84,2% stanovništva dok je udio srpske manjine 13,6%.
Regionalno se mogu izdvojiti četiri osnovna područja: zapadni dio (Brinje, Gospić, Otočac, Vrhovine i Perušić), istočni dio (Donji Lapac, Udbina, Lovinac i Korenica), sjeverni dio (Saborsko, Plaški i Josipdol) i južni (Gračac, Srb). Danas se može uočiti gospodarski i demografski oporavak Like, prvenstveno zbog prometne povezanosti koju je donijela novoizgrađena autocesta kao dio buduće Jadransko-jonske autoceste (veze na Zadar, Rijeku, Split) i veza sa Zagrebom.
Po broju stanovnika (Popis 2011.) najveći gradovi/općine u Lici su:
- Gospić (12.745),
- Otočac (9778),
- Gračac (4690)
- Plitvička Jezera (4373)
- Josipdol (3987)
- Brinje (3256)
- Perušić (2638)
- Donji Lapac (2113)
- Plaški (2090)
- Udbina (1874)
- Vrhovine (1381)
- Lovinac (1007)
- Saborsko (632)

## Povijest

### Prapovijest
Prve populacije na tlu Like poznate su iz paleolitskog nalazišta kod Donjeg Pazarišta, gjde je iskopano nekoliko grubu retuširanih kamenih klinova. Ljudi, koji su se služli tim klinovima su živjeli prije od prilike 120.000 godina. Lički je krš s brojnim pećinama bio idealan kraj za prirodna skloništa tadašnjih ljudi. Iz nalaza u Cerovačkim pećinama zaključujemo, da su paleolitski ljudi Like bili nomadski lovci. Osteološki nalazi stari su oko 30.000 godina.
Oko 26.000 godina prije Krista primjećuju se na području Like novije promjene u populacijama. U to je vrijeme ličke neandertalce smijenila mlađa populacija takozvani kromanjonci. Ova promjena nije bila popraćena većim izmjenama u načinu života ljudi. Moralo je proći dosta dok su kasnopaleolitski lovci počeli napuštati svoja pećinska skloništa i graditi samostalne nastambe. Važno je uočiti da je s novonastalim klimatskim promjenama došlo i do značajne izmjene u biljnom i životinjskom svijetu. U to doba nestalo je s tla Like vunastih mamuta, pećinskih medvjeda i ostalih velikih krznaša, a umjesto njih počinju se umnažati divlji papkari, ponajviše divlje koze i ovce koje karakterizira etapno kretanje za ispašom u velikim stadima. Ljeti su pasli po planinskim pašnjacima Velebita i Plješevice, a zimi se spuštali u toplije primorje. Kasnopaleolitski lovci sigurno su slijedili takva stada. Tako je započeo proces usklađavanja obostranih životnih interesa. Lovci postajali su na taj način sve manje lovci, a divlje koze i ovce u blizini ljudi počele su se pripitomljavati.
Nadolaskom neolitika vrši se daljna preobrazba kasnopaleolitskih lovaca u stočare nomade. Istovremeno se primjećuje i napredak u društvenoj organizaciji neolitskog stanovništva. Neolitski stočari ne žive više u manjim lovačkim skupinama, već u brojnim rodovskim zajednicama. Unutar takvih zajednica sve je očitija nova podjela ljudi izazvana podjelom u radu. Sposobniji pojedinci sticali su veća materijalna dobra, što ih je izdizalo u društvenoj hijerarhiji. Sve veća proizvodnja neolitske keramike jača i izmjenu dobara. Zbog toga je i ojačao promet, koji se proširio i na morske putove. To je pridonosilo izmjenama radnih iskustava, napose u krajevima s razvijenijim neolitskim kulturama. O kasnoneolitskim stanovnicima Like znamo da su bili ponajviše nomadi. Na takav način privređivanja upućivala ih je krška priroda i oskudica plonde zemlje. Zbog toga na tlu Like nisu podizana naselja kakva pozanjemo iz ravničkih krajeva. Lički neolitičari živjeli su i dalje po provizornim, često pećinskim skloništima. Zimski dio godine provodili su u toplom primorju, a s nastupanjem proljeća odlazili su u velebitsko nadgorje. Zato su nalazi neolitskih naselja u Lici rijetki, a ako se javljaju, nalazimo ih većinom po pećinskim lokalitetima. 
Daljni napredak u prethistorijskim populacijama Like zapaža se u vremenu otkrića prvih metala, napose bronce; nije ostvarena u krugu ovdašnjeg stanovništva, već je posredovan mlađim doseljenicima.Oni su bili nesumnjivo napredniji ljudi, koji su osim poznavanja metala znali graditi i utvrđena kamena naselja. Takva naselja javljaju se prvenstveno po visovima krških humova, poznati kao gradina. Većina takvih gradina ima kružnu osnovicu, a u njima se nalazilo desetak ili više nastamba i torovi za blago. Stanovnici u takvim naseljima živjeli su očito u omišljenoj društvenoj organizaciji.
Ovi stanovnici pripadali su naprednijoj indoeuropskoj populaciji. Slične populacije naselile su istovremeno i ostale krajeve europskog dijela Mediterana. Istom kasnije, iz ove populacije razvile su se mlađe etničke grupe. Od ličkih starosjedilaca i doseljenika i doseljenika proistekla je vremenom mlađa populacija iz koje su nastali Japodi. Stapanje ranijih grupa stanovnika u Japode dogodilo se tijekom željeznog doba. Za njih je karakteristično da su i oni ostali nomadski stočari. Čini se da je Lika svojom klimom, sastavom tla i konfiguracijom zemljišta bila toliko specifična zemlja da ni noviji doseljenici nisu u njoj mogli pronaći bolje ili pogodnije načine priređivanja osim nomadskog stočarstva. Stočarska orijentacija u načinu privređivanja Japoda primjećuje se i u načinu podizanja naselja. Ona niču duž rubova krških polja, a po japodskim nastambama uvijek se raspoznavaju i kameni torovi za blago. Od većih japodskih gradina najpoznatija je ona na brdu Viničici u blizini današnjeg Josipdola. Od ostalih takvih gradina najbolje su istražene one oko Gackog polja. Japodi su, prema svemu, bili tipični dinarski gorštaci. Središte njihove kulture prostiralo se na području današnje Like, Gacke i Krbave.

### Antika
Kada su Rimljani naumili osvojiti Ilirik, Japodi su im na tome putu bili najveća zapreka. Zato je rimsku vojsku protiv njih osobno poveo Oktavijan, kaniji car August. Vojna protiv Japoda odvijala se 35. godine prije Krista. Najpotpunije nas o toj vojni izvještava rimski povjesničar Apijan. Kada se Oktavijan iskrcao na kvarnerskoj obali i krenuo prema zemlji Japoda, dva njihova plemena, Moetini i Adventini, odmah su se predali. Pleme Arupina nije slijedilo njihov primjer. Oni su se pred rimskom vojskom povukli u šume. Najvše teškoća imao je Oktavijan u borbama s japodskim Salascima. Oni su živjeli po vrhovima teško dostupnih brda. Protiv rimske vojske borili su se na gerilski način, izbjegavajući svaki izravan sukob. Rimljane su napdali s okolnih brda obrušavajući na njih balvane ili veće kamenje. Kada je Oktavijan zauzeo plemensko središte Selesca, Terpon, okrenuo je svoju vojsku prema središnjem japodskom gradu Metulumu, koji se nalazio na šumovitom brdu, a bio je položen na dvije susjedne glavice. Branilo ga je oko 3.000 ratnika. U prvom naletu rimski borci uspjeli su preći prvi red gradskog bedema. Branioci Metuluma povukli su se potom iza drugoga reda bedema. Te bedeme pokušali su Rimljani prijeći pomoću ljestava, ali im to nije polazilo za rukom. Kada je Oktavijan primijetio da mu vojnici sustaju, izišao je na čelo vojske i prvi krenuo na ljestve. Zbog težine, ljestve su popustile, pa su Oktavijan i njegovi vojnici popadali na zemlju. Iako je pri padu s ljestva bio ozlijeđen, Oktavijan je opet krenuo na bedeme, pa su Japodi odlučili pregovarati. Rimljani su prihvatili pregovranje, ali se preuzetih obaveza nisu držali. Čim su ušli u grad odmah su zatražili bezuvjetnu predaju. Kada su japodski ratnici uvidjeli da su prevareni, sklonili su žene i djecu u gradski kaštel i krenuli u boj. Rimljani su ih brzo savladali, pa su se japodske žene zajedno s djecom spalile u gradskom kaštelu. Tako je rimska vojska zavladala Likom.
Nakon što su Rimljani zaposjeli zemlju Japoda, oni su u njoj postavili svoje povjerenike, koji su u zemlji organizirali lokalnu vlast i Lika je postala je sastavnim dijelom provincije Ilirika. Rimljani su donijeli pismenost, svoje uredbe i običaje. Počeli su graditi nova naselja, ceste, mostove, putne postaje i druge objekte, ali pravih Rimljana u Lici bilo je relativno malo. Najpotpuniju informaciju o rimskim cestama u Lici pruža Peutingerova tabla. Prema toj karti, rimska cesta od Tersatike (Rijeka) do Senie (Senj) vodila je neposredno uz morsku obalu. Ta je cesta od Senie skretala prema Vratniku i dalje prema Lici. Prva putna postaja nakon prelaska Velebita bio je Avendo (Brlog). Nakon toga stizalo se u Arupij (Vitalj kod Prozora), pa u Epidociij (Kvatre). 16 milja dalje nalazio se Ankus (Široka Kula), a u nastavku ceste dolazilo se u Ausankalij (Medak), odakle se cesta spuštala u dolinu Zrmanje, gjde se nalazio Klambecij (Obrovac). Peutingerova karta potvrđuje činjenicu da je preko Like prolazila cesta koja je povezivala Senj s ostalim središtima antičke Dalmacije. Za rimska naselja koja su bila pored spomenute ceste, zna se relativno malo. I tako je Lika s vremenom sasvim izmijenila svoju prvobitnu sliku. Manji dio Japoda prihvatio je bez sustezanja rimsku vlast i bio je voljan s njom surađivati, a većina ličkog stanovništva bila je u tom pogledu nezainteresirana. Arheološka istraživanja na širem prostoru između Velebita i planine Plješevice pokazuju da taj kraj dugo vremena nije izgubio elemente svoje tradicijske kulture. Čini se da je upravo na tom prostoru utjecaj rimske civilizacije na najmanje plodno tlo. Razloge za to treba tražiti u ustaljenom načinu života ljudi koji su u Lici i dalje živili kao nomadski stočari. Rimska vlast je to tolerirala smatrajući da time nije ugrožena. Takvo stanovništvo je rijetko dolazila u dodir s rimskim upravljačima, pa romanizacija antičke Like nije se odvijala onim intenzitetom kao u primorskoj okolici.
Od toga vremena javljaju se i prvi epigrafski spomenici koji zakzuju da je proces romanizacije Japoda tekao prilično brzo. Prema Pliniju razabiremo da se Japodija objedinila s 14 liburnijskih općina u jednu zajedničku pokrajinu. Ta pokrajina nije bila podijeljena prema uobičajnim dekurijama, već na način kako je to bilo uobičajeno u ranije japodsko doba. U Ptolemejevoj Geografiji kaže se da rimsku provinciju Ilirik čine dvije pokrajine: Liburnija i Dalmacija. Iz toga slijedi da je Lika u novim okolnostima bila uključena u granice antičke Liburnije. Slično se može zaključiti i iz Ptolemejeva popisa liburnijskih naselja, gjde spominje i tri naselja koja su bila japodska: Arupiji, Ardocij i Ausankalij. Na drugom mjestu u Geografiji, govori Ptolemej o ilirskim plemenima zapadnog Ilirika i tu, između ostalih, spominje i Japode. Oni se navode kao susjedi Histra, Hila i Bulina. Prema Liburniji, oni su bili u susjedstvu Mezeja, Deriopa, Derija i Dindara. Plinije kaže da Japodi žive u susjedstvu Liburna i da ih dijeli rijeka Tedanius (Zrmanja).

### Srednji vijek

#### Doseljavanje Slavena, Avara i Hrvata
Stabilne prilike koje su nekoliko stoljeća vladale na području Like naglo su se pogoršale seobom, prodiranjem Gota prema zapadu. Nakon propasti Zapadnorimskog Carstva, područje Like našlo se kraće vrijeme u sastavu gotske države.Pobjeda bizantskog vojskovođe Naresa nad Gotima nije donijela priželjkivani mir. Na scenu u to doba stupaju Slaveni koji su u nekoliko sljedećih desetljeća naselili veći dio Balkanskog poluotoka. S njima je na područje Like došlo i dosta Avara. Kada su seobe Slavena i Avara bile pri kraju, do obala Jadrana stigli su i Hrvati. Oni su isprva naselili primorske krajeve između Cetine i Zrmanje, a potom su se razišli na više strana. Tom prilikom dio Hrvata naselio je i područje Like, Krbave i Gacke. Nema dvojbe da su Slaveni, Avari i Hrvati zatekli na tom zemljištu i ostatke Romana i poromanjenih Japoda. U Lici je bilo mnogo nenaseljenih krajeva pa su svi, jedni pored drugih, imali dovoljno uslova za život, pa je teško povjerovati da su doseljenici staro stanovništvo i kratkom vremenu istrijebili jer za to nisu imali razloga. Što se zapravo isprva događalo, pisani izvori ne govore mnogo. Konstantin VII. Porfirogenet u 30. poglavlju svoga djela O upravljanju carstvom kaže samo to da su Hrvati nakon dolaska u Dalmaciju oslobodili zemlju od avarske vlasti. Na drugom mjestu govori kako su Hrvati u novoj postojbini organizirali svoju vlast. Oni su posvuda ustanovili plemenske župe kojima je na čelu bio plemenski župan. Tako organizirana vlast u Hrvata imala je određeni specifikum u starohrvatskim župama Lici, Krbavi i Gackoj. Spomenute župe imale su unutar hrvatske države svog zajedničkog vladara koji se nazivao banom. Brojni povjesničari su nastojali objasniti takvo stanje, a većina njih protumačila je to prisutnošću velikog broja Avara. I ime vladara tih triju župa protumačeno je iz avarske riječi bajan (vođa). Iz toga bi se moglo zaključiti da su Hrvati porazili Avare, ali su im poslije dozvolili da na toj zemlji nesmetano žive i učestvuju u lokalnoj vlasti toga dijela Primorske Hrvatske.
Lika, Krbava i Gacka su nakon ustanka Ljudevita Posavskog u 9. stoljeću predane knezu Borni. Očito je čitavo to područje u tom vremenu bilo slabo naseljeno, pa je franački kralj Ludvig Pobožni odlučio da u Liku naselil avarsko pleme Guduscana. Ime Gacke župe vjerojatno potječe upravo od tih Guduscana. Konstantin je u 10. stoljeću zabilježio kako na području Like živi još dosta potomaka Avara i da se na njima vidi da su mongolskog podrijetla. U nekoliko idućih stoljeća njihove etničke osobine posve su se izgubile, jer su se lički Avari ženidbenim vezama stopili s većinskim hrvatskim stanovništvom.
Od starih etničkih grupa najviše su svoj plemenski entitet sačuvali starosjedilački Romani. Oni su uvijek živjeli po strani od svojih susjeda. Ženili su se isključivo iz svoje etničke sredine, govorili su romanskim jezikom i obdržavali običaje koji su potjecali još iz predrimskoga vremena. Hrvati su te romanske stočare nazivali Vlasima. Na području Like Vlaha moglo je biti skoro u jednakom broju kao i Hrvata i Slavena zajedno. Kasnije će se pokazati da su Vlasi u etnogenezi kasnijeg ličkog stanovništva imali značajan udio.
S razvojem i jačanjem hrvatske države dolazi do porasta stanovništva i većeg stupnja društvene organizacije, a s tim i do podjele starih rodovskih župa u Lici. Tako nastaju nove župe Bužane, Hotuča, Lapac, Plase i druge. O porastu značenja Like unutar Hrvatskog i kasnije Ugarsko-hrvatskog Kraljevstva govori i pripadnost južnog dijela Ninskoj biskupiji, odnosno osnivanje Krbavske biskupije 1160. godine, sa sjedištem prvo na Mrsinju iznad Korenice, a zatim na Udbini. Važni narodni vlastodršci u ovom prostoru bili su knezovi Krbavski (Kurjakovići, odn. Gusići). Osnova gospodarstva bila je tradicionalna agrostoarska ekonomija zasnovana ponajviše na povezanosti zona ispaše u priobalju (Ravni kotari, Bukovica) i u Lici. Materijalni ostaci iz tog razdoblja su neznatni jer su većinu crkvi i utvrda uništili Osmanlije. Dokaz tadašnjeg stupnja razvoja je i postojanje tiskare u Kosinju krajem 15. stoljeća.

### Vladavina Turaka
Osmanlijski prodori na ovo područje počinju nakon pada Bosne (1463.), da bi kulminirali Krbavskom bitkom 1493. godine, u kojoj je uništena hrvatska feudalna vojska. Između 1522. i 1524. turska vojska zauzela je čitavo područje Like, s iznimkom Gacke doline i Brinja. Starosjedilačko hrvatsko stanovništvo dijelom je prihvatilo islamsku vjeru, a pojavljuju se i prvi pravoslavni Vlasi. Osmanska vlast je u ovom prostoru 1580. osnovala Lički (Krčki) sandžak sa sjedištem u Kninu i glavnim ličkim uporištem na Udbini. Takvo stanje potrajalo je sve do velikog austrijsko-turskog rata (1683. – 1699.), u kojem je pod vodstvom katoličkog svećenika Marka Mesića masovno sudjelovalo preostalo katoličko stanovništvo te je oslobođena čitava Lika osim Ličkog Pounja.

### 18. stoljeće i kasnije
Nakon protjerivanja Osmanlija očekivao se povratak Like pod vlast hrvatskog bana. Međutim, Habsburška monarhija stavila ju je pod izravnu vlast svoje dvorske Komore, a zatim 1714. godine pod upravu Karlovačkog generalata. Tako je Lika došla u sastav Vojne krajine u čijem će sastavu ostati sve do njezinog ukidanja 1881. godine. Kako su Ličani u početku pružali otpor strogom vojnom režimu, 1746. godine osnovan je posebni vojno-upravni teritorij Ličke regimente (pukovnije), da bi se učvrstilio nadzor nad ovim krajem. Usporedno sa stvaranjem novog upravnog ustroja, na ličko područje naselilo se se novo stanovništvo, Hrvati Bunjevci i pravoslavni Vlasi (kasnije Srbi) koji su trebali poslužiti kao stalna vojska za potrebe bečkog dvora. Ta opća militarizacija Like, u kojoj je sve bilo podređeno potrebama stalnog ratovanja, znatno će utjecati na mentalitet njenog stanovništva.
U doba napoleonske vladavine u Hrvatskoj, Lika i Krbava bile su neko vrijeme pod vlašću Francuza. Tada je zapovjednik vojne oblasti u Lici bio pukovnik Marko Slivarić. Kako jedan dio Ličana nije htio služiti u francuskoj vojsci, odlučili su se na seobu. Zato je 1810. godine krenula iz Like skupina od oko 4000 iseljenika. Oni su tada naselili Srijem i Banat. Francuska je uprava u Lici, za relativno kratko vrijeme, učinila za ovaj kraj dosta korisnih stvari. Sagrađene su nove ceste, škole i upravne zgrade. Francuske vlasti pozvale su ličke hajduke da se vrate svojim kućama bez bojazni da će im biti suđeno. Osim toga, svim ličkim selima vraćena je nekadašnja samouprava, pa su ponovno birani seoski starješine s nekadašnjim ovlastima. Tako je bilo u Lici do 1814. godine, kada je došlo do pada Napoleona i ponovne obnove austrijske vlasti u Vojnoj krajini.
Godine 1881. pridružena je Banskoj Hrvatskoj. Od 1941. do 1945. godine u sklopu Nezavisne Države Hrvatske.

U Drugome svjetskom ratu i još više nakon rata, jugokomunisti i velikosrbi su uništili ličke i krbavske katoličke župe Prijeboj, Korenicu, Bunić, Udbinu, Rudopolje, Boričevac, Gračac i Palanku, župama u kojima je još 1939. godine živjelo više od 10.000 Hrvata katolika, od toga u Udbini više od 1800 Hrvata, u Boričevcu oko 2500, a u Gračacu oko 2000, dok danas u tim župama gotovo i nema Hrvata katolika; Gospić je nakon 4. travnja 1945., kad su ga zauzele snage partizana u kojima su bili brojni unitaristi, velikosrbi te četnici konvertirani u partizane, pretrpio pokolj koji su ti partizani u dvije godine u Gospiću i neposrednoj okolici gradića, na razne načine ubili više od 3500 nevinih osoba, ponajviše Hrvata.
Početkom velikosrpske agresije (1991.) dijelom su je okupirale srpske snage (1992. – 1995. područje pod zaštitom UN-a). Oslobađana je u akcijama "Medački džep" i "Oluja" 1995. godine tijekom obrambenog Domovinskoga rata. Od 1991.do 1995., u velikosrpskoj agresiji počinjen je veći broj zločina nad Hrvatima, a najveći "uspjeh" bilo je etničko čišćenje nesrpskog, mahom hrvatskog, stanovništva i sustavna pljačka teritorija. O tome je načelnik štaba 2. operativne zone u informaciji o nekim problemima Teritorijalne obrane u Lici napisao: "Poznato je da je u toku operacija u Lici u vremenu septembar-decembar 1991. godine zapljenjeno na desetine putničkih automobila, teretnih vozila, traktora i raznih drugih mašina, zatim velike količine aparata za domaćinstvo (šporeta, frižidera, zamrzivača, televizora, kasetofona i dr.), zapljenjeno je nekoliko sitne i krupne stoke, do temelja je opljačkan nacionalni park Plitvice (desetine hotela), čitava sela od koranskog mosta do Slunja i sam Slunj, kao i sela Poljanak, Sertić Poljana, Kuselj i Saborsko, zatim sela oko Gospića, Ličkog Osika, Perušića, Ramljana, Otočca itd. i da sad niko ne zna gdje su ta sredstva. Nema ni jednog sabirališta ratnog plijena, nema evidencije o zaplijenjenim sredstvima, osim što je evidentirano nešto stoke, a službene vlasti, kako civilne tako i vojne, o tome ništa ne znaju i svi su sada pošteni".

## Gospodarstvo
Lika je tradicionalno ruralno područje s razvijenim ratarstvom (uzgoj krumpira) i stočarstvom. Industrija je neznatna i oslanja se uglavnom na preradu drva. Očuvanost okoliša bi se mogla pokazati kao glavna prednost Like u bližoj budućnosti i turističkom razvoju. Za to postoje veliki potencijali – unutar Like dva su nacionalna parka (Plitvička jezera i Sjeverni Velebit), a važni su faktori i blizina sjevernodalmatinskih ljetovališta i dobra suvremena prometna povezanost (autocesta i tunel Sv. Rok).

## Zanimljivosti
- U Kosinju se nalazila prva tiskara u Hrvatskoj i u jugoistočkoj Europi uopće, koju su osnovali knezovi Frankopani. U njoj je 1483. tiskan glagoljski misal, najstarija hrvatska tiskana knjiga. Sve dotad tiskane knjige bile su na latinskom jeziku i pismu, pa je Misal iz 1483. prva knjiga tiskana na narodnom jeziku i pismu uopće.
- Prema broju i raznovrsnosti zaštićenih prirodnih objekata i lokaliteta Ličko-senjskoj županiji pripada jedno od vodećih, a po njihovu udjelu u ukupnoj površini, apsolutno vodeće mjesto među hrvatskim županijama (2.368 km2 ili 58% površine svih nacionalnih parkova i parkova prirode u Hrvatskoj). Među njima središnje mjesto zauzimaju Nacionalni park "Plitvička jezera", Nacionalni park "Paklenica" i Nacionalni park "Sjeverni Velebit" te Park prirode i svjetski rezervat biosfere "Velebit" .
- Planine koje sa zapada nadolazeću naoblaku koče i zadržavaju nad ličkim poljem čine ovu regiju zaštićenom od vlažnih vjetrova s juga odnosno mora, no vrlo plodnom, a u estetskom smislu vrlo raznolikom i zanimljivom. Kod podvelebitskog primorja, se aerosol nameće kao prevladavajuća sila koja oblikuje floru, a time i faunu pa i reljef obale županije. Naime atmosfera obogaćena solju poprilično je nepodobna za razvoj većih šumskih površina koje uz jake vjetrove bivaju lišene plodne podloge za puštanje korijena. Time su planine s jedne strane lišene bujnog raslinja koje s druge strane uspijevaju osigurati dodatnom akumulacijom vlage i vode. Viši predjeli Velebita za razliku od kotline Like imaju veći broj i udio oblačnih, ali i vedrih dana. U višim je planinskim predjelima (Velebit, Plješivica) naoblaka u najhladnijim mjesecima manja nego u susjednim zavalama, a u toplom dijelu godine je veća, gdje se stoga pronalazi dovoljan broj dana tijekom izvan sezonskih rokova za aktivnosti poput pješačenja, biciklizma (brdskog), planinarenja i sličnih aktivnosti korisnih za zdravlje ljudi. Za klasične vidove odmora u Hrvatskoj, uobičajenim more i sunce odmorom, rezerviran je uski obalni pojas s plažama kakve samo planinski obronci mogu stvoriti. Naime osim u slučaju Baltičkog štita takav je reljef, gdje planinski lanac izravno čini i prelazi u obalu, iznimno rijedak, barem u Europi.

## Poznati Ličani
- Dražen Bobinac
- Ante Starčević
- Nikola Tesla
- Stjepan Sarkotić
- Nikola Mašić
- Ivana Brkljačić
- Josip Čorak
- Marko Mesić
- Ivan Devčić
- Željko Holjevac
- Damir Karakaš
- Ana Karić
- Ferdinand Kovačević
- Miroslav Kraljević
- Fran Kurelac
- Marijan Matijević (Junak iz Like)
- Darko Milinović
- Jovanka Broz
- Luka Perković
- Grga Rupčić
- Franjo Sudar
- Rade Šerbedžija
- Franjo Šimić
- Slavko Štimac
- Tomislav Tomljenović
- Jure Turić
- Nikica Valentić
- Janko Vuković-Podkapelski
- Julius Krpan
- Ilija Ivezić
- Ivica Frković

## Ostalo
- Udruga Ličana „Vila Velebita” održava u Zagrebu svake godine Ličku večer.[8]

## Vanjske poveznice
- Lika Online Portal
- Slobodnalika.com
- Lički put portal  Arhivirana inačica izvorne stranice od 29. svibnja 2017. (Wayback Machine)

### Ostali projekti
|  | Zajednički poslužitelj ima još gradiva o temi Lika |